# Pizzo Erra
Pizzo Erra è una montagna delle Alpi Lepontine, situata nel cantone svizzero del Ticino. 

## Descrizione
Il monte si trova a sud del valico del Basso di Nara, che separa la valle principale della Leventina dalla valle di Blenio. La sua sommità è accessibile con sentieri sia dal lato occidentale che da quello orientale.